# Bandyligan 1999/2000
Bandyligan 1999/2000 spelades som dubbelserie, följd av slutspel.

## Grundserien
| Lag                          | Spelade | Vinster | Oavgjorda | Förluster | Målskillnad | Poäng |
| ---------------------------- | ------- | ------- | --------- | --------- | ----------- | ----- |
| ToPV                         | 26      | 23      | 1         | 2         | 206-70      | 47    |
| OLS                          | 26      | 19      | 3         | 3         | 214-87      | 41    |
| IFK Helsingfors              | 26      | 16      | 3         | 7         | 158-68      | 35    |
| OPS                          | 26      | 17      | 0         | 9         | 182-1034    | 34    |
| Warkauden Pallo -35          | 26      | 16      | 2         | 8         | 137-104     | 34    |
| Porin Narukerä               | 26      | 15      | 2         | 9         | 140-95      | 32    |
| Mikkelin Kampparit           | 26      | 10      | 4         | 2         | 123-148     | 24    |
| Porvoon Akilles              | 26      | 9       | 5         | 12        | 104 -131    | 23    |
| Veitsiluodon Vastus          | 26      | 10      | 3         | 3         | 115-145     | 23    |
| PaSa Bandy                   | 26      | 9       | 2         | 15        | 122-172     | 20    |
| Botnia-69, Helsingfors       | 26      | 4       | 4         | 18        | 98-146      | 12    |
| Jyväskylän Seudun Palloseura | 26      | 5       | 2         | 19        | 58-127      | 12    |
| Lappeenrannan Veiterä        | 26      | 0       | 1         | 25        | 44-305      | 1     |

Nykomling blev Kulosaaren Vesta.

## Kvartsfinaler
Spelades i bäst av fem. Det högre placerade laget i serien fick hemmaplan vid eventuell femte match.
| Lag 1           | Resultat | Lag 2               | Match 1 | Match 2 | Match 3            | Match 4 | Match 5 |
| --------------- | -------- | ------------------- | ------- | ------- | ------------------ | ------- | ------- |
| ToPV            | 3–0      | Porvoon Akilles     | 7-2     | 14-2    | 6-4                | -       | -       |
| OLS             | 3–0      | Mikkelin Kampparit  | 13-3    | 8-4     | 17-1               | -       | -       |
| IFK Helsingfors | 3–1      | Porin Narukerä      | 1-3     | 3-2     | 3-1                | 8-3     | -       |
| OPS             | 3–0      | Warkauden Pallo -35 | 12-1    | 6-5     | 4-3 (sudden death) | -       | -       |

## Semifinaler
Spelades i bäst av tre. Det högre placerade laget i serien fick hemmaplan vid eventuell tredje match.
| Lag 1 | Resultat | Lag 2           | Match 1 | Match 2 | Match 3 |
| ----- | -------- | --------------- | ------- | ------- | ------- |
| ToPV  | 2–0      | OPS             | 6-4     | 6-5     | -       |
| OLS   | 2–0      | IFK Helsingfors | 3-1     | 3-2     | -       |

## Match om tredje pris
| Lag 1           | Resultat | Lag 2 |
| --------------- | -------- | ----- |
| IFK Helsingfors | 10–1     | OPS   |

## Final
Spelades 18 mars 1997, Åggelby.
| Lag 1 | Resultat | Lag 2 |
| ----- | -------- | ----- |
| ToPV  | 3–1      | OLS   |

## Slutställning
| Placering | Lag             |
| --------- | --------------- |
| 1.        | ToPV            |
| 2.        | OLS             |
| 3.        | IFK Helsingfors |
| 4.        | OPS             |

## Finska mästarna
ToPV:  	Pasi Hiekkanen, Petteri Lampinen, Peter Stock, Mikko Aarni, Marko Miinala, Pekka Hiltunen, Alexander Tchermenin, Paulus Pörhölä, Rami Kekkonen, Veli-Matti Körkkö, Kari Salo, Jussi Karjalainen, Sakari Pörhölä, Erkki Koivuranta, Väinö Vierelä, Jari Vaattovaara, Igor Zolotarev, Jari Tallgren, Jukka Ohtonen.
Skyttekung blev Jari Vaattovaara med 67 fullträffar, han vann också poängligan med 103 poäng.